# Salvatore Esposito (attore)
Salvatore Esposito (Napoli, 2 febbraio 1986) è un attore e scrittore italiano.
Ha raggiunto la fama internazionale nel 2014 grazie all'interpretazione di Gennaro Savastano nella serie televisiva Gomorra - La serie.

## Biografia
Nato a Napoli, è cresciuto a Mugnano di Napoli, comune alle porte del capoluogo campano. Nutrendo fin da bambino la passione per il cinema e per la recitazione, finite le scuole superiori, partecipa a dei cortometraggi per poi frequentare prima l'Accademia di Teatro Beatrice Bracco e poi la Scuola di Cinema di Napoli.
Trasferitosi a Roma, nel 2013 gli viene offerto il suo primo ruolo nella serie Il clan dei camorristi; l'anno successivo raggiunge il successo quando viene scelto come interprete di Gennaro Savastano in Gomorra - La serie. Nel 2014 torna alla Scuola di cinema di Napoli, la stessa che lo ha formato, in qualità di insegnante di recitazione. Nel 2015 recita nei film Lo chiamavano Jeeg Robot di Gabriele Mainetti e Zeta - Una storia hip-hop di Cosimo Alemà. Nel 2018 è protagonista del film Puoi baciare lo sposo, insieme a Cristiano Caccamo.
Nel 2019 interpreta il ruolo di Gaetano Fadda nella quarta stagione di Fargo. Sempre nel 2019 interpreta Genny Savastano nel film L'immortale diretto da Marco D'Amore. Nel 2020 è il protagonista del film Spaccapietre di Gianluca e Massimiliano De Serio, unico film italiano in concorso alle Giornate degli Autori 2020. Tra il 2021 e il 2024 pubblica una trilogia di libri, Lo sciamano, Eclissi di sangue e Le streghe di Lourdes. Nel 2024 interpreta l’ispettore Vincenzo Palmieri in Piedone - Uno sbirro a Napoli, miniserie targata Sky di cui cura anche il soggetto.

## Filmografia

### Cinema
- La dolce arte di esistere, regia di Pietro Reggiani (2015)
- Lo chiamavano Jeeg Robot, regia di Gabriele Mainetti (2015)
- Zeta - Una storia hip-hop, regia di Cosimo Alemà (2016)
- Veleno, regia di Diego Olivares (2017)
- Addio fottuti musi verdi, regia di Francesco Ebbasta (2017)
- Puoi baciare lo sposo, regia di Alessandro Genovesi (2018)
- Taxxi 5, regia di Frank Gastambide (2018)
- L'eroe, regia di Cristiano Anania (2019)
- L'immortale, regia Marco D'Amore (2019)
- Spaccapietre, regia di Gianluca e Massimiliano De Serio (2020)
- La cena perfetta, regia di Davide Minnella (2022)
- Rosanero, regia di Andrea Porporati (2022)
- Nella tana dei lupi 2 - Pantera (Den of Thieves 2: Pantera), regia di Christian Gudegast (2025)

### Televisione
- Il clan dei camorristi – serie TV (2013)
- Gomorra - La serie – serie TV, 58 episodi (2014-2021)
- Fargo – serie TV, 9 episodi (2020)
- Validé – serie TV, 1 episodio (2020)
- Celebrity Hunted: Caccia all'uomo – concorrente, vincitore (2022)
- Briganti – serie TV (2024)
- Piedone - Uno sbirro a Napoli – miniserie TV (2024) [5]

### Serie web
- Storyland – Episodio 2, regia di Raffaele Tamarindo (2021) - voce

### Cortometraggi
- Il consenso – Episodio 2, regia di Luigi Scaglione (2011)
- Il principio del terzo escluso, regia di Luigi Scaglione (2012)
- Poop squad 3, regia di Raffaele Tamarindo - voce (2019)

## Libri
- Lo sciamano, Sperling & Kupfer, 2021
- Eclissi di sangue. Una nuova indagine dello sciamano, Sperling & Kupfer, 2022
- Le streghe di Lourdes, Sperling & Kupfer, 2024